# Маллард (Айова)
Маллард (англ. Mallard) — місто (англ. city) в США, в окрузі Пало-Альто штату Айова. Населення — 257 осіб (2020).

## Географія
Маллард розташований за координатами 42°56′22″ пн. ш. 94°40′59″ зх. д. / 42.93944° пн. ш. 94.68306° зх. д. (42.939389, -94.683160).  За даними Бюро перепису населення США в 2010 році місто мало площу 1,05 км², уся площа — суходіл.

## Демографія
Згідно з переписом 2010 року, у місті мешкали 274 особи в 119 домогосподарствах у складі 81 родини. Густота населення становила 261 особа/км².  Було 137 помешкань (130/км²).
Расовий склад населення:
| - 96,4 % — білих - 0,4 % — корінних американців - 2,9 % — осіб інших рас |

До двох чи більше рас належало 0,4 %. Частка іспаномовних становила 4,4 % від усіх жителів.
За віковим діапазоном населення розподілялося таким чином: 24,1 % — особи молодші 18 років, 55,1 % — особи у віці 18—64 років, 20,8 % — особи у віці 65 років та старші. Медіана віку мешканця становила 44,0 року. На 100 осіб жіночої статі у місті припадало 112,4 чоловіків;  на 100 жінок у віці від 18 років та старших — 103,9 чоловіків також старших 18 років.
Середній дохід на одне домашнє господарство  становив 45 784 долари США (медіана — 35 972), а середній дохід на одну сім'ю — 61 575 доларів (медіана — 43 375). Медіана доходів становила 40 000 доларів для чоловіків та 26 875 доларів для жінок. За межею бідності перебувало 14,3 % осіб, у тому числі 30,6 % дітей у віці до 18 років та 2,9 % осіб у віці 65 років та старших.
Цивільне працевлаштоване населення становило 158 осіб. Основні галузі зайнятості: виробництво — 28,5 %, освіта, охорона здоров'я та соціальна допомога — 21,5 %, роздрібна торгівля — 15,8 %, сільське господарство, лісництво, риболовля — 11,4 %.